# Cavidade uterina

A figura mostra parte do útero, observa-se a cavidade

A cavidade uterina é o interior do útero. Possui formato triangular, sendo a base (parte mais larga) formada pela superfície interna do corpo do útero, entre as aberturas das trompas de Falópio, e o ápice, pelo orifício interno do útero, através do qual a cavidade do corpo se comunica com o canal cervical.  A cavidade uterina, onde se encontra com as aberturas das trompas de Falópio, é uma mera fenda, achatada anteroposteriormente. Composto por uma muralha composta por 3 túnicas:.
- Endométrio (mucosa)
- Miométrio (muscular)
- Perimétrio (serosa)

A parte interna tem formato triangular e termina no orifício interno .